# Журавель (сузір'я)

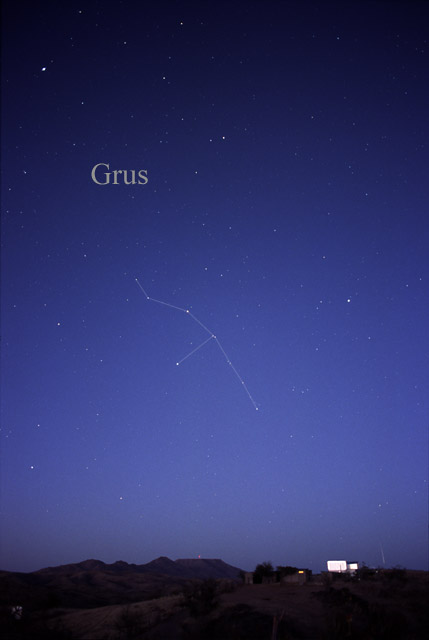
Журавель неозброєним оком.

Жураве́ль (лат. Grus) — сузір'я південної півкулі неба, недоступне для спостереження на території України. Найяскравіша зірка — Альнаїр (1,7 зоряної величини) — розташована на відстані 100 світлових років. Лежить між Південною Рибою на півночі і Туканом на півдні. Займає на небі площу в 365,5 квадратного градуса і містить 53 зірки, видимих неозброєним оком.

## Історія
Нове сузір'я. Введено Петером Планціусом на глобусі 1598 року, згодом у 1603 скопійоване Йоганом Байєром у його атлас «Уранометрія». Раніше також застосовувалася назва Фламінго (лат. Phoenicopterus).